# مجزرة عائلة أبو عبيد
مجزرة عائلة أبو عبيد هي مجزرةٌ ارتكبها سلاح الجوّ الإسرائيلي حينما أغارَ على منازل المدنيين في حي الشيخ رضوان شمال غزة في 10 أكتوبر 2023. هذه المجزرة من ضمن عدة مجازر وقعت في أقل من أسبوع خلال عملية طوفان الأقصى. تسبّبت هذه المجزرة الإسرائيليّة التي استهدفت منطقة حيوية في استشهاد عدد من سكان المنطقة، وأكثر من عشرين شهيد من عائلة أبو عبيد أغلبهم من النساء والأطفال.

## خلفية الحدث
في ساعاتِ الصباح الأولى من يوم السابع من أكتوبر 2023 أطلقت حركة المقاومة الإسلامية حماس عبر ذراعها العسكري كتائب الشهيد عز الدين القسام عملية طوفان الأقصى وذلك ردًا على الاعتداءات الإسرائيلية وتدنيس الأقصى والاستمرار في الاستيطان كما أكّد على ذلك محمد الضيف القائد العام للقسّام والذي أعطى إشارة انطلاق العمليّة التي شهدت اقتحامًا من المقاومين لمستوطنات غلاف غزة ونجحوا في قتلِ عدد كبيرٍ من الجنود الإسرائيلين وأسر عشرات آخرين كما استطاعوا خلال ساعات قطع عشرات الكيلومترات ووصلوا لمستوطنات أبعد من تلك المحيطة والقريبة من قطاع غزة.
استمرَّت الاشتباكات بين الجيش الإسرائيلي وبين المقاومين في عديد من المستوطنات وعلى رأسها مستوطنة سديروت. الرد الإسرائيلي على هذه العمليّة جاء من خلال شنّ سلاح الجو الإسرائيلي عشرات الغارات العشوائيّة على القطاع متسبّبة في مقتل عشرات المدنيين وتدمير البنية التحتية لمدن القطاع، ليصل حد فرض إغلاق شامل وقطع متعمد لكل الخدمات من ماء وكهرباء وغاز وهو ما هدَّد حياة أكثر من مليونَي فلسطيني يعيشُ داخل القطاع الذي يُعاني أصلًا من تبعات الحصار الخانق عليهم منذ ستة عشر عاماً.

## الضحايا
جميع الضحايا من المدنيين فضلًا عن كونهم من عائلة واحدة قضت بعد قصف الاحتلال الإسرائيلي الذي استهدف منزل عائلتهم وجعله ركام، القائمة من رجال ونساء وأطفال وهم:
1. نصر يوسف عبد ربه أبو عبيد (68 عام)
2. يوسف نصر يوسف أبو عبيد (45 عام)
3. محمد يوسف نصر أبو عبيد (20 عام)
4. الطفل كرم يوسف نصر أبو عبيد (17 عام)
5. حمزة رامي نصر أبو عبيد (20 عام)
6. الطفل نصر رامي نصر أبو عبيد (18 عام)
7. الطفل معتصم رامي نصر أبو عبيد (16 عام)
8. فاطمة مطلق حسين أبو عبيد (71 عام)
9. سناء عبد الرؤوف محمد أبو عبيد (46 عام)
10. صفاء نصر أبو عبيد
11. إسلام أبو عبيد
12. الطفلة ملك محمد أبو عبيد (15 عام)
13. فاطمة رامي نصر أبو عبيد (22 عام)
14. الطفل نصر رامي نصر أبو عبيد (18 عام)
15. أسماء رامي أبو عبيد
16. حنان أبو عبيد
17. الطفل حسن أبو عبيد
18. الطفل إسماعيل أبو عبيد
19. الطفل صلاح أبو عبيد
20. الطفل نجد أبو عبيد